# Caetano Guterres
Caetano de Sousa Guterres ist ein osttimoresischer Diplomat. Er ist derzeit Botschafter Osttimors in Mosambik.

## Werdegang
2009 war Guterres Generalkonsul Osttimors im indonesischen Kupang in Westtimor. Am 29. Mai 2014 wurde er Botschafter in Maputo und löste damit die langjährige Botschafterin Marina Ribeiro Alkatiri ab.